# Dolore (Amisani)
Dolore è un dipinto a olio su tela (55 x 68 cm) realizzato a Milano nel 1900 dal pittore italiano Giuseppe Amisani, fa parte della collezione del Museo Pinacoteca civica di Ascoli Piceno presso Palazzo dell'Arengo.

## Descrizione
Il dipinto di Giuseppe Amisani, appartenente alla corrente artistica milanese, ritrae un'immagine di nudo muliebre di ispirazione decadente..